# Cazin
Cazin (uitspraak: Tsaazien) is een stad en gemeente in het noordwesten van Bosnië en Herzegovina, vlak bij de grens met Kroatië. Het bevindt zich in het Una-Sana kanton van de Federatie van Bosnië en Herzegovina. Cazinska Krajina is vernoemd naar deze stad. De stad Cazin ligt op de hoofdweg tussen Bihac en Velika Kladuša.

## Demografie

### Heden
Tegenwoordig wordt het inwonertal van de gemeente Cazin geschat op 72.000 inwoners met een duidelijke meerderheid aan Bosniakken. In 2005, waren bijna alle inwoners van de gemeente Cazin (100%), etnische Bosniakken.
| Census | totaal | Bosniakken     | Serven       | Kroaten     | Joegoslaven | overig      |
| ------ | ------ | -------------- | ------------ | ----------- | ----------- | ----------- |
| 1991   | 63409  | 61693 (97,29%) | 778 (1,22%)  | 139 (0,21%) | 430 (0,67%) | 369 (0,58%) |
| 1981   | 57110  | 55401 (97,00%) | 826 (1,44%)  | 122 (0,21%) | 529 (0,92%) | 232 (0,40%) |
| 1971   | 45468  | 43880 (96,50%) | 1196 (2,63%) | 175 (0,38%) | 51 (0,11%)  | 166 (0,36%) |

## Geschiedenis
Cazin heeft verscheidene historische plekken, sommige dateren nog uit de 14de eeuw. Het Ostrozac kasteel en de Radetina toren bevinden zich in Cazin. De stad was succesvol verdedigd door het Bosnische leger tijdens de Bosnische Oorlog.

## Geboren
- Safet Nadarević (1980), Bosnisch voetballer